# Чхве Мьон Хо
Чхве Мьон Хо (кор. 최명호, 崔敏鎬; народився 3 липня 1988; Пхеньян, КНДР) — північнокорейський футболіст, півзахисник клубу «Пхеньян» та національної збірної Корейської Народно-Демократичної Республіки.

## Титули і досягнення
- Володар Кубка виклику АФК: 2010